# Климатске промене и политика (књига)
Климатске промене и политика (енгл. The Politics of Climate Change) је стручна књига из области екологије аутора Ентони Гиденса (енгл. Anthony Giddens), објављена 2009. године. Српско издање објавила је издавачка кућа "Clio" 2010. године у преводу Ђорђа Трајковића.

## О аутору
Ентони Гиденс, рођен 18. јануара 1938. године је британски социолог који је познат по својој теорији структуре и холистичком погледу на модерна друштва. Гиденс се сматра једним од најистакнутијих савремених сарадника у области социологије, аутором најмање 34 књиге, објављене на најмање 29 језика.

## О књизи
Са књигом Климатске промене и политика Гиденс упозорава да се климатске промене разликују од осталих проблема са којима се човечанство данас суочава и да би последице по живот на земљи могле бити катастрофалне уколико дозволимо да се и даље неконтролисано одвијају.
Политичке мере које је могуће спроводити на свим нивоима - локалном, националном и међународном – могу имати пресудан утицај на ограничавање глобалног загревања, аутор наводи и износи мноштво нових идеја и предлога за разрешавање опречних политичких ставова у овој области.
Ентони Гиденс тврди да немамо систематску политику климатских промена. Политика не дозвољава да се носимо са проблемима са којима се суочавамо, док су решења главног изазивача ортодоксне политике, зеленог покрета, погрешни. Гиденс уводи низ нових концепата и предлога, и детаљно истражује везе између климатских промена и енергетске безбедности.